# Cognà
La Cognà (pronuncia in piemontese: AFI [kʊˈɳɑ]) è una specialità culinaria originaria del Piemonte e specificamente delle Langhe.

## Descrizione
A metà strada tra una salsa ed una marmellata, si tratta essenzialmente di una preparazione a base di mosto d'uva e altri ingredienti che possono comprendere mele renette/golden, nocciole, pere madernassa, mele cotogne, fichi secchi o freschi, albicocche secche, chiodi di garofano, cannella, frutta secca (mandorle, noci) e un poco di zucchero.
Il tutto va fatto bollire fino a consumare circa la metà del volume ottenendo una salsa della consistenza della marmellata che si conserva per mesi.
La cognà è ottima per accompagnare le carni bollite, tra cui il bollito misto alla piemontese, i formaggi e la polenta.

## Tutela
La cognà e riconosciuta come PAT.